# Тора (Асколи Пичено)
Тора (итал. Torra) насеље је у Италији у округу Асколи Пичено, региону Марке.
Према процени из 2011. у насељу је живело 48 становника. Насеље се налази на надморској висини од 433 м.